# S Centauri
S Centauri är en variabel stjärna av halvregelbunden typ (SR) i stjärnbilden Kentauren. 
Stjärnan har en fotografisk magnitud som varierar mellan +9,2 och 10,7 med en period av 65 dygn.